# Septotrapelia
Septotrapelia — рід грибів родини Pilocarpaceae. Назва вперше опублікована 2006 року.